# Приведённая масса
Приведённая масса — условная характеристика распределения масс в движущейся механической или смешанной (например, электро-механической) системе, зависящая от физических параметров системы (масс, моментов инерции, индуктивности и др.) и от её закона движения.
Обычно приведенная масса {\displaystyle \mu } определяется из равенства {\displaystyle T=\mu v^{2}\,/2}, где {\displaystyle T} — кинетическая энергия системы, а {\displaystyle v} — скорость той точки системы, к которой приводится масса. В более общем виде приведённая масса является коэффициентом инерции {\displaystyle \mu _{ij}} в выражении кинетической энергии системы со стационарными связями, положение которой определяется {\displaystyle n} обобщёнными координатами {\displaystyle r_{i}}:
{\displaystyle 2T=\sum _{i,\,j=1}^{n}\mu _{ij}\,{\dot {r_{i}}}{\dot {r_{j}}}\,,}
где точка означает дифференцирование по времени, а {\displaystyle \mu _{ij}\ } есть функции обобщённых координат.

## Задача двух тел
В задаче двух тел, возникающей, например, в небесной механике или теории рассеяния, приведённая масса появляется как некая эффективная масса, когда задачу двух тел сводят к двум задачам об одном теле. Рассмотрим два тела: одно с массой {\displaystyle m_{1}\ } и другое с массой {\displaystyle m_{2}\ }. В эквивалентной проблеме одного тела рассматривают движение тела с приведённой массой, равной
{\displaystyle \mu ={1 \over {{1 \over m_{1}}+{1 \over m_{2}}}}={{m_{1}m_{2}} \over {m_{1}+m_{2}}}\ ,}
где сила, действующая на эту массу, дается силой, действующей между этими двумя телами. Видно, что приведённая масса равна половине среднего гармонического двух масс.
Приведённая масса всегда меньше каждой из масс {\displaystyle m_{1}\ } или {\displaystyle m_{2}\ } или равна нулю, если одна из масс равна нулю. Пусть масса {\displaystyle m_{2}\ } значительно меньше массы {\displaystyle m_{1}} ({\displaystyle m_{2}\ll m_{1}}), тогда приближённое выражение для приведенной массы будет
{\displaystyle \mu ={\frac {m_{2}}{1+m_{2}/m_{1}}}\approx m_{2}(1-{\frac {m_{2}}{m_{1}}})\approx m_{\mathrm {2} }\ .}

### Механика Ньютона
Используя второй закон Ньютона, можно найти, что воздействие тела 2 на тело 1 задаётся силой
{\displaystyle \mathbf {F} _{12}=m_{1}\mathbf {a} _{1}.}
Тело 1 оказывает влияние на тело 2 посредством силы
{\displaystyle \mathbf {F} _{21}=m_{2}\mathbf {a} _{2}.}
В силу третьего закона Ньютона эти две силы равны и противоположны по направлению:
{\displaystyle \mathbf {F} _{12}=-\mathbf {F} _{21}.}
Таким образом, имеем
{\displaystyle m_{1}\mathbf {a} _{1}=-m_{2}\mathbf {a} _{2}}
или
{\displaystyle \mathbf {a} _{2}=-{m_{1} \over m_{2}}\mathbf {a} _{1}.}
Тогда относительное ускорение между двумя телами будет даваться выражением
{\displaystyle \mathbf {a} =\mathbf {a} _{1}-\mathbf {a} _{2}=\left({1+{m_{1} \over m_{2}}}\right)\mathbf {a} _{1}={{m_{2}+m_{1}} \over {m_{1}m_{2}}}m_{1}\mathbf {a} _{1}={\mathbf {F} _{12} \over \mu }.}
Тогда можно заключить, что тело 1 двигается относительно положения тела 2 (и в поле силового воздействия тела 2) как тело с массой, равной приведённой массе {\displaystyle \mu }.

### Механика Лагранжа
Задачу двух тел также можно описывать в лагранжевом подходе. Функция Лагранжа представляет собой разность кинетической и потенциальной энергий. В данной задаче это
{\displaystyle L={1 \over 2}m_{1}\mathbf {\dot {r}} _{1}^{2}+{1 \over 2}m_{2}\mathbf {\dot {r}} _{2}^{2}-V(|\mathbf {r} _{1}-\mathbf {r} _{2}|)}
где {\displaystyle \mathbf {r} _{i}} — радиус-вектор i-ой частицы с массой {\displaystyle m_{i}}. Потенциальная энергия зависит от расстояния между частицами. Определим вектор
{\displaystyle \mathbf {r} =\mathbf {r} _{1}-\mathbf {r} _{2}},
и пусть центр масс задаёт систему отсчёта
{\displaystyle m_{1}\mathbf {r} _{1}+m_{2}\mathbf {r} _{2}=0}.
Тогда вектора положений масс {\displaystyle m_{i}} переопределяются как
{\displaystyle \mathbf {r} _{1}={\frac {m_{2}\mathbf {r} }{m_{1}+m_{2}}},\,\,\mathbf {r} _{2}={\frac {-m_{1}\mathbf {r} }{m_{1}+m_{2}}}.}
Тогда новую функцию Лагранжа можно переписать в виде
{\displaystyle L={1 \over 2}\mu \mathbf {\dot {r}} ^{2}-V(r),}
откуда видно, что задача двух тел редуцировалась в задачу движения одного тела.

## Применение
Приведенная масса может иметь отношение к более общим алгебраическим выражениям, которые задают взаимосвязь элементов системы и имеют вид
{\displaystyle \ {1 \over x_{\text{eq}}}=\sum _{i=1}^{n}{1 \over x_{i}}={1 \over x_{1}}+{1 \over x_{2}}+\cdots +{1 \over x_{n}}\ ,}
где {\displaystyle x_{i}\ } — характеристика i-го элемента системы (например, сопротивление резистора в параллельной цепи), {\displaystyle x_{eq}\ } — эквивалентная характеристика всей системы n элементов (например, полное сопротивление параллельного участка цепи). Такого рода выражения возникают во многих областях физики.
Понятие приведённой массы может встречаться в инженерных науках, например при расчётах конструкций на ударную нагрузку.